# Protoxerus stangeri
Protoxerus stangeri es una especie de roedor de la familia Sciuridae.

## Distribución geográfica
Se encuentran en Angola (incluido Cabinda), Benín, Burundi, Camerún, República Centroafricana, República del Congo, República Democrática del Congo, Costa de Marfil, Guinea Ecuatorial (continente e islas), Gabón, Ghana, Kenia, Liberia, Nigeria, Ruanda, Sierra Leona, Tanzania, Togo y Uganda.

## Hábitat
Su hábitat natural son: tierras de baja altitud subtropicales o tropicales húmedas, bosques y plantaciones.